# V419 Cephei
V419 Cephei (V419 Cep) es una estrella variable en la constelación de Cefeo de magnitud aparente media +6,62.

## Distancia
Dada su lejanía respecto al sistema solar, la paralaje de V419 Cephei medida por el satélite Hipparcos (0,63 milisegundos de arco), no resulta útil para evaluar la distancia a la que se encuentra.
Su distancia más probable es de 1085 ± 320 pársecs, igual a 3540 ± 1035 años luz).
Es miembro de la Asociación estelar Cepheus OB2-A.

## Características
V419 Cephei es una supergigante roja de tipo espectral M2I con una temperatura efectiva de 3700 K.
Es una supergigante de gran tamaño, con un diámetro, calculado a partir de modelos teóricos, 590 veces más grande que el diámetro solar.
La medida de su diámetro angular en banda K, 5,90 ± 0,70 milisegundos de arco, conduce a una cifra no mucho mayor, si bien hay que tener en cuenta la enorme incertidumbre respecto a la distancia a la que se encuentra.
Su radio equivale a 2,7 UA, por lo que si se hallase en el lugar del Sol, las órbitas de los primeros cuatro planetas —la Tierra inclusive— quedarían englobadas en el interior de la estrella.
No obstante, su tamaño queda lejos de las dos conocidas hipergigantes en esta constelación, μ Cephei y VV Cephei.
V419 Cephei posee una masa 16,6 veces mayor masas solares, por encima del límite a partir del cual las estrellas finalizan su vida explosionando como supernovas.
La vida de estrellas tan masivas es muy corta, siendo la edad de V419 Cephei de sólo 10 millones de años, pese a su avanzado estado evolutivo.
Catalogada como una estrella variable irregular LC, el brillo de V419 Cephei varía 0,27 magnitudes.